# Płacz niewolnika
Płacz niewolnika (oryg. ukr. Плач невільника) – duma kozacka powstała najpóźniej w XVII w.
Duma należy do grupy utworów tego gatunku, których tematem była sytuacja Kozaków zaporoskich wziętych do niewoli przez Turków w czasie organizowanych przez Zaporożców wypraw łupieżczych. Zdaniem Włodzimierza Mokrego została napisana przez Kozaka, który sam znajdował się w niewoli, po czym weszła do ustnej tradycji kozackiej, ulegając typowym dla utworów swojego gatunku przekształceniom – była równolegle wykonywana przez wielu wędrownych artystów (kobziarzy, lirników), którzy zachowując zasadniczą treść i przesłanie dumy, dokonywali mniejszych lub większych zmian w jej tekście. Autor ten wymienia ją wśród najbardziej wartościowych artystycznie utworów reprezentujących gatunek.
Pierwsza część dumy ma formę monologu lirycznego wypowiadanego przez Kozaka znajdującego się w niewoli tureckiej. Zwraca się on do gołębia lecącego po niebie z prośbą, by - jako istota wolna - udał się na Ukrainę, tam odnalazł jego rodziców, powiedział im o losie syna i poprosił o wykupienie go z niewoli. Następnie podmiot liryczny informuje, że sytuacja Kozaka w niewoli jeszcze się pogorszyła - był chłostany, stale przebywał w kajdanach. Razem z innymi uwięzionymi Zaporożcami porównywał swój los do życia Turków, żyjących w bogactwie, bezlitosnych dla chrześcijańskich niewolników. W ostatnich wersach dumy Kozak przeklina "wiarę bisurmańską" jako główną przyczynę nieszczęścia swojego i innych uwięzionych, prosi Boga o możliwość powrotu do ojczyzny.
Płacz niewolnika jest typową dumą z grupy tematycznej opisującej los Kozaka wziętego do niewoli w czasie jednej z wypraw przeciwko Turkom. Kozak nie tylko bezpośrednio modli się do Boga o poprawę swojego losu, ale i żarliwie podkreśla swoją wiarę, rozpacz, jaką przepaja go przebywanie w obcym, muzułmańskim kraju (skontrastowanym ze "świętym ruskim brzegiem"). O islamie wyraża się z pogardą, winiąc "wiarę bisurmańską" za swoje i cudze nieszczęścia. Drugim powodem jego smutku jest utrata wolności, o czym przypomina mu widok swobodnie fruwającego gołębia. On również staje się częstym w kozackiej pieśni epicko-lirycznej pośrednikiem między Kozakami a siłami nadprzyrodzonymi, które proszą oni o interwencję w ich sprawie.
Duma została po raz pierwszy spisana w I poł. XIX wieku w okolicach Połtawy. Znanych jest jej pięć wariantów.